# Kent Police

Area di responsabilità sulla mappa della Kent Police

La Kent Police (Polizia del Kent) è la forza di polizia territoriale inglese che copre la contea del Kent, costituita nel 1857, è una delle forze di polizia più antiche e più grandi del paese con poco più di quattromila agenti di polizia giurati che servono un'area di 1.433 miglia quadrate (3.710 km2) e una popolazione di oltre 1.8 milioni. Al 31 marzo 2012, la polizia del Kent aveva meno di 3.500 agenti.
L'attuale capo della polizia è Alan Pughsley, nominato nel 2014.
A causa del tunnel sotto la Manica, la polizia del Kent è l'unica forza di polizia inglese ad avere una stazione di polizia fuori dal paese, nella città di Coquelles, in Francia.
Il porto di Dover mantiene le proprie forze di polizia.

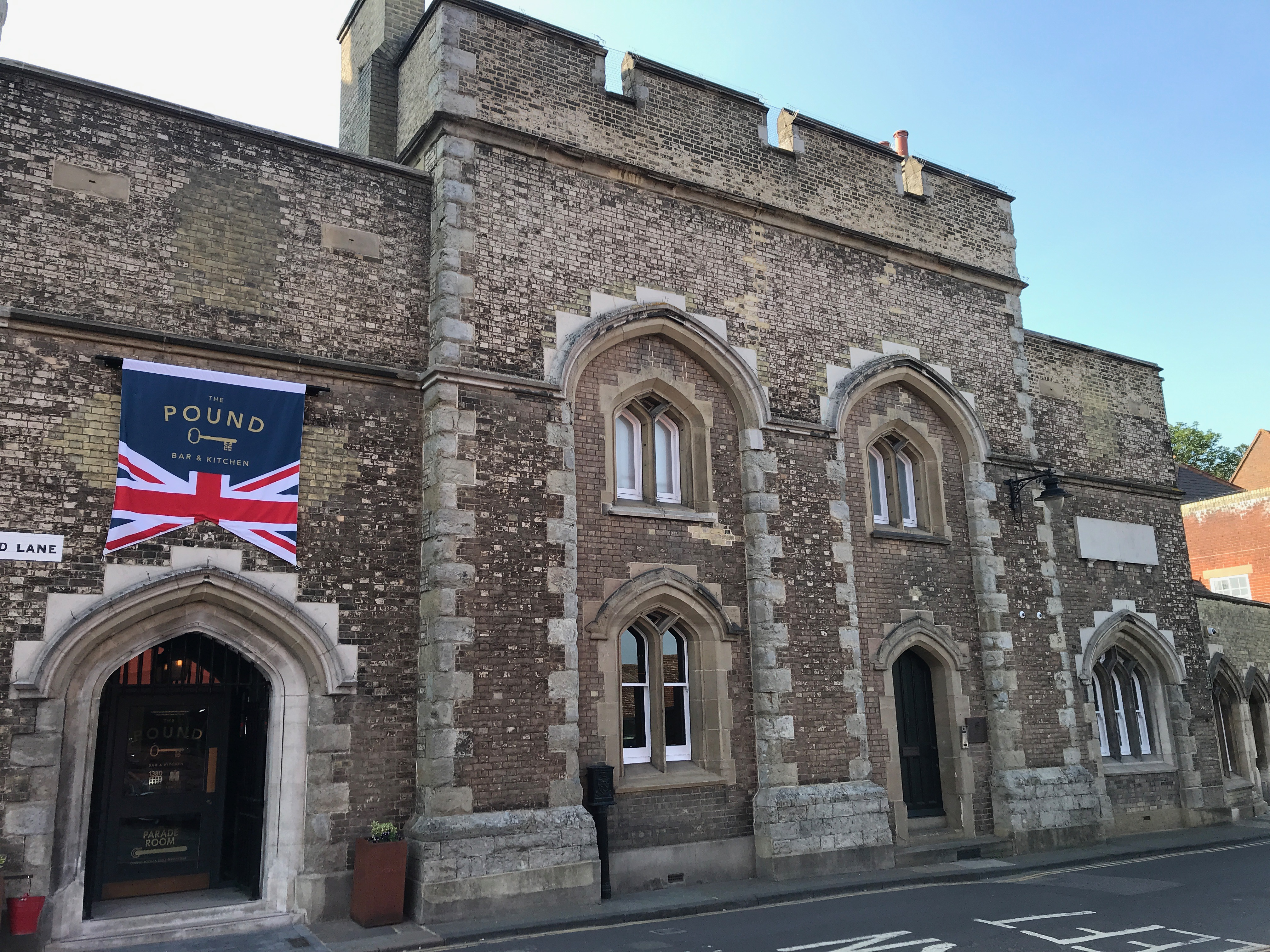
Stazione di polizia di Canterbury
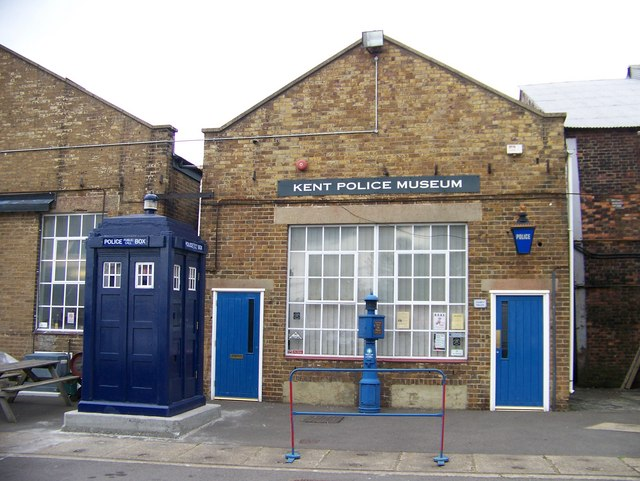
Il Kent Police Museum
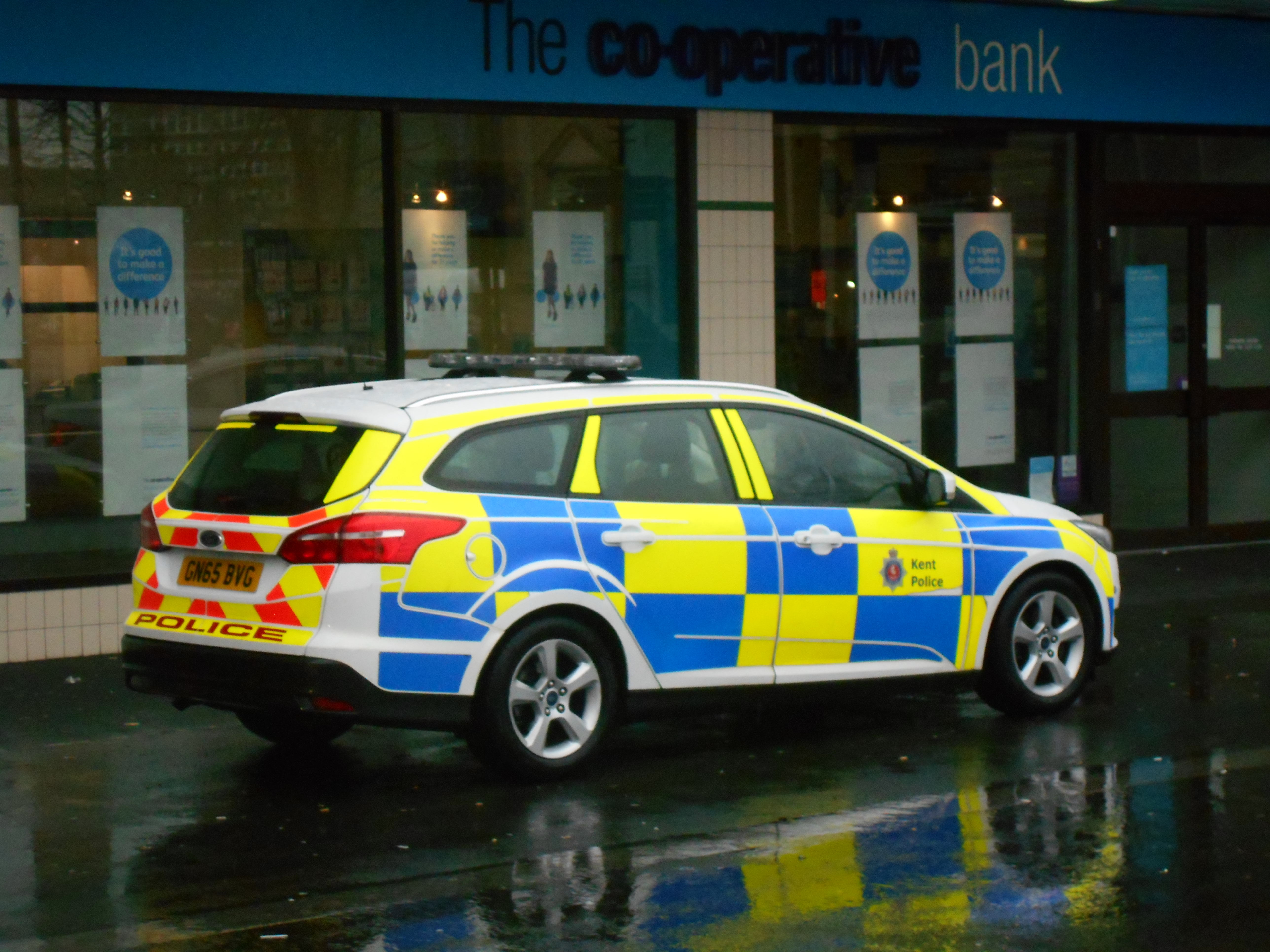
Auto di servizio della Kent Police

## Capi della polizia
Dal 1857 a oggi.
1. Capitano John Henry Hay Ruxton: 1º aprile 1857 – agosto 1894
2. Maggiore Henry Edwards: 1894–1895
3. Tenente colonnello Henry Warde: 1895–1921
4. Maggiore Harry Ernest Chapman: gennaio 1921–1940
5. Capitano J A Davison: 1940–1942
6. Sir Percy Sillitoe: 1943–1946
7. Maggiore John Ferguson: 1946–1958
8. Tenente colonnello Geoffrey White: 1958–1962
9. Richard Dawnay Lemon: aprile 1962–1974
10. Barry Pain: 1974–1982
11. Frank Jordan: 1982–1989
12. Paul Condon: 1989–1993
13. Sir (John) David Phillips QPM: 1993–2003
14. Robert Ayling: 1º aprile 2003 – 5 gennaio 2004
15. Michael Fuller QPM: 5 gennaio 2004 – 16 febbraio 2010
16. Ian Learmonth QPM: 5 luglio 2010 - 4 gennaio 2014
17. Alan Pughsley: 4 gennaio 2014 – in carica